# 22. Luftlande-Infanterie-Division
22. Luftlande-Infanterie-Division var en tysk infanteridivision under andra världskriget. Divisionen sattes upp den 1 oktober 1934 i Bremen som en reguljär infanteridivision. I september 1939 började förbandet att träna för sin nya roll som luftlandsättningsdivision, som innebar att förbandet skulle transporteras med flyg och landa på flygplatser som redan erövrats av fallskärmsjägare. Divisionen hade ingen förmåga att landsättas med fallskärm eller glidflygplan. I strid gjorde man bara en luftlandsättning under Fall Gelb resten av kriget stred divisionen som en reguljär infanteridivision.
| Namn                              | datum |
| --------------------------------- | ----- |
| Infanterieführer VI               | 1934  |
| 22. Infanterie-Division           | 1935  |
| 22. Luftlande-Infanterie-Division | 1939  |
| 22. Volks-Grenadier-Division      | 1945  |

## Nederländerna

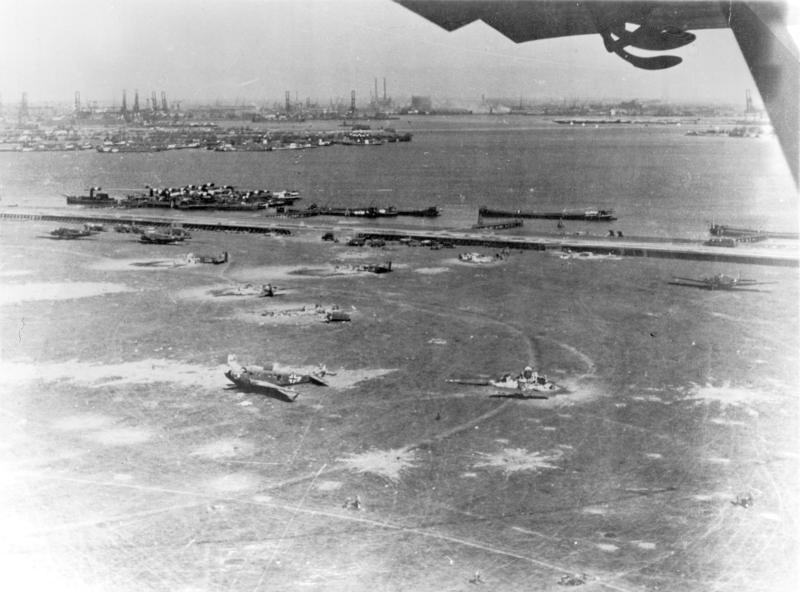
Förstörda transportplan av typen Junkers Ju 52 på flygplatsen i Waalhaven.

Under morgonen den 10 maj utförde 7. Flieger-Division tillsammans med 22. Luftlande-Infanterie-Division luftlandsättningar i Haag och vid vägen till Rotterdam, för att säkra vägen för den framryckande 18. Armee med 9. Panzer-Division i spetsen. Den ena delen av landsättningen syftade till att erövra broarna söder om Rotterdam, den andra skulle erövra Haag dör att slå ut landets ledning. I Rotterdams sydvästra utkant landsattes ett av divisionens regementen, Infanterie-Regiment 16 med tre bataljoner luftburet infanteri, cirka 1200 man på flygfältet Waalhaven med hjälp av omkring 100 transportflygplan efter att delar av 7. Flieger-Division hade erövrat fältet.
Styrkan som hade till uppgift att anfalla Haag och slå ut landets ledning hade en tuffare start. Efter att styrkan av 160 fallskärmsjägare hade erövrat det första flygfältet vid Valkenburg visade sig fältet vara för mjukt för transportflygplanen, så dessa kunde inte lyfta igen efter att ha landsatt infanteri. Detta gjorde att endast ett fåtal plan kunde landa innan fältet var fullt av tomma transportflygplan som inte kunde lyfta. Totalt kunde bara lite mindre än 1000 man landsättas av Infanterie-Regiment 47 och andra delar av divisionen, istället för de 3000 man som var planerat. 
Vid det två andra flygfälten, Ypenburg och Ockenburg, spreds fallskärmsjägarna ut och hann inte erövra fälten innan transportplanen med Infanterie-Regiment 65 anlände. Detta ledde till att stora mängder transportplan sköts ner eller var tvungna att landa på andra platser. När chefen för Haagstyrkan, divisionschefen Hans von Sponeck, lyckades upprätta sambandet med Tyskland fick han order om att avbryta anfallet mot Haag och försöka förena sin styrka med Students styrkor i Rotterdam.

## Sovjetunionen
Divisionen deltog i invasionen av Sovjetunionen på armégrupp Süds sektor som en del av 11. Armee som en vanlig infanteridivision. Divisionen anföll från Rumänien den 2 juli 1941. I mitten av juli korsade divisionen Dnjestr sydöst om Mahiljoŭ och Dnepr vid Berislav i augusti. Under 1942 deltog divisionen i erövrandet av Sevastopol. Därefter förflyttades divisionen till Kreta som ockupationstrupp.

## Organisation
Divisionens organisation i september 1939:
- Infanterie-Regiment 16
- Infanterie-Regiment 47
- Infanterie-Regiment 65
- Aufklärungs-Abteilung 22
- Artillerie-Regiment 22
  - I. Abteilung
  - II. Abteilung
  - III. Abteilung
  - I./Artillerie-Regiment 58
- Beobachtungs-Abteilung 22
- Pionier-Bataillon 22
- Panzerabwehr-Abteilung 22
- Nachrichten-Abteilung 22
- Feldersatz-Bataillon 22
- Versorgungseinheiten 22

## Divisionschefer
Divisionens chefer:
- Generallöjtnant Adolf Strauß (15 oktober 1935 - 10 november 1938)
- Generallöjtnant Hans von Sponeck (10 november 1938 - 10 oktober 1941)
- General Ludwig Wolff (10 oktober 1941 - 1 augusti 1942)
- Generalleutnant Friedrich-Wilhelm Müller (1 augusti 1942 - 15 februari 1944)
- Generalmajor Heinrich Kreipe (15 februari 1944 - 26 april 1944)
- Generallöjtnant Helmut Friebe (1 maj 1944 - 15 april 1945)
- Generalmajor Gerhard Kühne 16 april 1945 - 8 maj 1945